# 奇斯托奥焦尔诺耶
奇斯托奥焦尔诺耶（羅馬化：Chistoozyornoye）是俄罗斯新西伯利亚州的工人村（市级镇）、奇斯托奥焦尔诺耶区行政中心，地处新西伯利亚州西部巴拉巴草原上，位于奇斯托耶湖（Чистое）畔，在州府新西伯利亚西偏南方。镇内设有同名铁路车站。
镇名来自西北的奇斯托耶湖。该地2021年人口有5,292人；2010年人口6,429；2002年人口6,791；1989年人口8,191。